# Far East of Eden: Kabuki Klash
Far East of Eden: Kabuki Klash (天外魔境 真伝, Tengai Makyou: Shin Den au Japon) est un jeu vidéo de combat développé par Racjin et édité par SNK et Hudson Soft en 1995 sur Neo-Geo MVS, Neo-Geo AES et Neo-Geo CD (NGM / NGH 092),,. C'est un spin-off de la populaire série de RPG japonais sur console Tengai Makyō. En 2024, c'est le seul jeu Tengai Makyo à avoir été sorti en dehors du Japon.

## Système de jeu
Far East of Eden: Kabuki Klash est un jeu de combat 2D, similaire aux séries Samurai Shodown et The Last Blade dans son style de jeu, mais avec l'ajout de plusieurs power-up et de mouvements spéciaux très exagérés de style anime. Des icônes de power-up apparaissent sur l'écran aléatoirement, soit en jaillissant du décor, soit livrées par le Karasu Tengu. Les personnages brandissent des armes, qui peuvent être perdues puis récupérées pendant le combat.

## Histoire
Kabuki Klash prend place dans la région de Jipang (une référence au Japon féodal). L'histoire suit des guerriers, souvent des épéistes, qui combattent contre une multitude de méchants souvent comiques.

## Personnages

### Jouables
- Gokuraku Taro: Co-protagoniste venant de Tengai Makyō II: Manjimaru
- Kinu: Co-protagoniste venant de Tengai Makyō II: Manjimaru
- Kabuki Danjuro: Co-protagoniste venant de Tengai Makyō II: Manjimaru
- Sengoku Manjimaru: Protagoniste venant de Tengai Makyō II: Manjimaru
- Ziria: Protagoniste venant de Tengai Makyō: Ziria
- Yagumo: Personnage original exclusif à ce jeu
- Tsunade: Co-protagoniste venant de Tengai Makyō: Ziria
- Orochimaru: Co-protagoniste venant de Tengai Makyō: Ziria

### Contrôlés par l'ordinateur
- Manto Ace: Antagoniste comique récurrent tout au long de la série
- Karakuri: Antagoniste venant de Tengai Makyō: Karakuri Kakutoden
- Jyashinsai: Antagoniste venant de Tengai Makyō: Ziria
- Lucifeller: Antagoniste venant de Tengai Makyō: Ziria